# Некрасово (Белогорский район)
Некра́сово (до 1948 года Меле́к; укр. Некрасове, крымскотат. Melek, Мелек) — село в Белогорском районе Республики Крым, входит в состав Васильевского сельского поселения (согласно административно-территориальному делению Украины — Васильевского сельского совета Автономной Республики Крым).

## Население
| 2001 | 2014 |
| ---- | ---- |
| 38   | ↘17  |

Всеукраинская перепись 2001 года показала следующее распределение по носителям языка
| Язык       | Процент |
| ---------- | ------- |
| русский    | 89.47   |
| украинский | 10.53   |

### Динамика численности
| - 1805 год — 612 чел. - 1926 год — 59 чел. - 1939 год — 140 чел. - 1989 год — 28 чел. | - 2001 год — 38 чел. - 2009 год — 33 чел. - 2014 год — 17 чел. |

## Современное состояние
На 2017 год в Некрасово числится 2 улицы — Лесная и Центральная; на 2009 год, по данным сельсовета, село занимало площадь 28 гектаров на которой, в 11 дворах, проживало 33 человека. Некрасово связано автобусным сообщением с райцентром и соседними населёнными пунктами.

## География
Некрасово находится на северо-востоке района, в северных отрогах Внутренней гряды Крымских гор на северном склоне массива Кубалач. Село расположено у источника Мелек, в вершине балки, пересыхающей левой составляющей Восточного Булганака (на старых картах носила название река Ашиль) высота центра села над уровнем моря — 242 м. Соседние сёла: Муромское в 5,5 км восточнее, Малиновка и Пролом — 4,5 километра на северо-запад и Сенное — в 5 на юго-восток (или свыше 7 км по шоссе).
Расстояние до райцентра — около 18 километров (по шоссе), до железнодорожной станции Кировская (на линии Джанкой — Феодосия) — примерно 43 километра. Транспортное сообщение осуществляется по региональной автодороге 35Н-079 от шоссе Белогорск — Льговское (по украинской классификации — С-0-10303).

## История

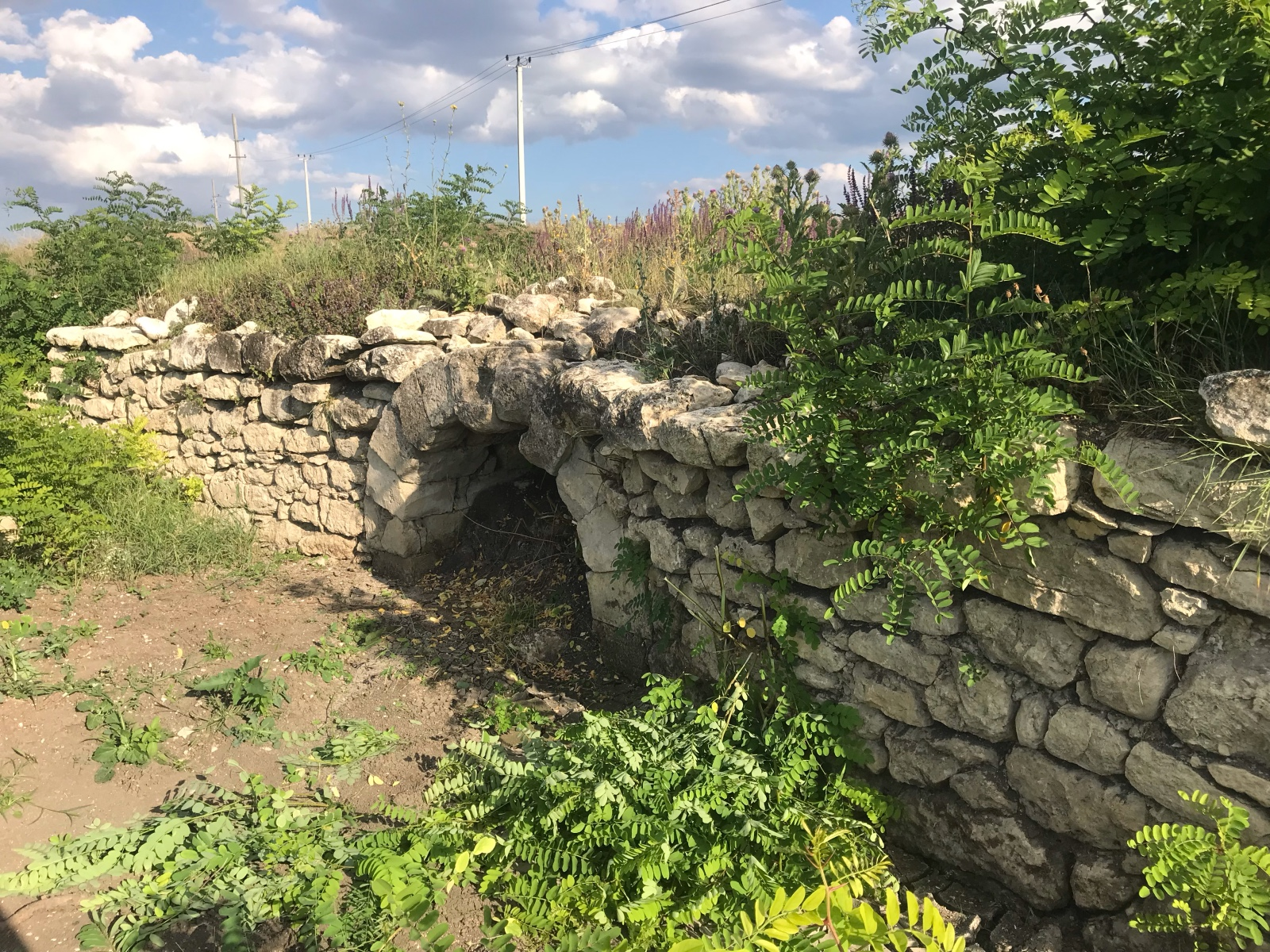
Старый мост у Некрасова

Первое документальное упоминание села встречается в «Ведомости о выведенных из Крыма в Приазовье христианах» А. В. Суворова от 18 сентября 1778 года, в которой записано, что из деревни Мелик было выселено 105 армян (33 мужчины и 72 женщины). В Камеральном Описании Крыма… 1784 года Мелек пока не опознан. После присоединения Крыма к России (8) 19 апреля 1783 года, (8) 19 февраля 1784 года, именным указом Екатерины II сенату, на территории бывшего Крымского Ханства была образована Таврическая область и деревня была приписана к Левкопольскому, а после ликвидации в 1787 году Левкопольского — к Феодосийскому уезду Таврической области. В 1793 году, видимо, опустевшее селение было пожаловано правителю Таврической области Василию Каховскому в составе имения «Азамат» и заселено ногайцами. В книге «Наблюдения, сделанные во время путешествия по южным наместничествам Русского государства в 1793—1794 годах» Пётр-Симон Паллас писал о поместье 
…которому также принадлежат две татарские деревни, одна русская и одна ногайская, называемая Мелек,
имеющая пятьсот человек населения
.
После Павловских реформ, с 1796 по 1802 год, входила в Акмечетский уезд Новороссийской губернии. По новому административному делению, после создания 8 (20) октября 1802 года Таврической губернии, Мелек был включён в состав Урускоджинской волости Феодосийского уезда.
По Ведомости о числе селении, названиях оных, в них дворов… состоящих в Феодосийском уезде от 14 октября 1805 года , в деревне Мелеш числилось 53 двора и 612 жителей. На военно-топографической карте генерал-майора Мухина 1817 года деревня Мелек обозначена без указания числа дворов, а в «Ведомости о казённых волостях Таврической губернии 1829 года» уже не значится. На карте 1842 года, на почтовой дороге из Карасубазара в Феодосию, обозначен трактир Мелек у фонтана, который в «Списке населённых мест Таврической губернии по сведениям 1864 года» уже не фигурирует (примерно на том же месте записана при фонтане записана почтовая станция Бурундук с 1 двором и 12 жителями (то же на трехверстовой карте 1865—1876 года). На верстовой карте 1890 года в деревне обозначено 4 двора с армянским населением.
Возродилось село, видимо, на рубеже 1920-х годов, так как обозначено уже на карте Стрельбицкого 1920 года (в составе Карасубазарского района Симферопольского уезда. 11 октября 1923 года, согласно постановлению ВЦИК, в административное деление Крымской АССР были внесены изменения, в результате которых Карасубазарский район стал самостоятельной административной единицей и село включили в его состав). Согласно Списку населённых пунктов Крымской АССР по Всесоюзной переписи 17 декабря 1926 года, в хуторе Мелек, Васильевского сельсовета (в котором село состоит всю дальнейшую историю) Карасубазарского района, числилось 13 дворов, все крестьянские, население составляло 59 человек, из них 45 болгар, 13 армян и 1 украинец. По данным всесоюзной переписи населения 1939 года в селе проживало 140 человек.
В 1944 году, после освобождения Крыма от фашистов, согласно Постановлению ГКО № 5984сс от 2 июня 1944 года крымские болгары и армяне были депортированы в Среднюю Азию. 12 августа 1944 года было принято постановление № ГОКО-6372с «О переселении колхозников в районы Крыма», в исполнение которого в район завезли переселенцев: 6000 человек из Тамбовской и 2100 — Курской областей, а в начале 1950-х годов последовала вторая волна переселенцев из различных областей Украины. С 25 июня 1946 года Мелек в составе Крымской области РСФСР. Указом Президиума Верховного Совета РСФСР от 18 мая 1948 года, Мелек переименовали в Некрасово. 26 апреля 1954 года Крымская область была передана из состава РСФСР в состав УССР. По данным переписи 1989 года в селе проживало 28 человек. С 12 февраля 1991 года село в восстановленной Крымской АССР, 26 февраля 1992 года переименованной в Автономную Республику Крым. С 21 марта 2014 года — в составе Республики Крым России.